# 이병규 (1983년)
이병규(李柄奎,  1983년 10월 9일 ~ )는 전 KBO 리그 롯데 자이언츠의 내야수, 외야수, 지명타자이자, 현 KBO 리그 롯데 자이언츠의 2군 타격코치이다.

## 선수 시절

### LG 트윈스시절
한양대학교를 졸업하고 2006년에 신고선수로 입단했다. 주로 2군에서 머물렀고 데뷔 첫 해 7경기에만 출전했다.
2009년 8월 8일에 투수 서승화가 2군에서 일으킨 구타 사건의 피해자로 널리 알려졌고, 이 사건이 드러나며 서승화로 예고됐던 롯데전 선발 투수가 박지철로 교체됐다.
2010년 박종훈이 감독으로 부임한 후 오지환과 함께 많은 기회를 잡아 103경기에 출장해 12홈런, 3할대 타율을 기록했다. 입단 당시 1루수였으나 2010년부터 외야수를 겸했다.
왼쪽 무릎 십자인대 파열로 병역이 면제됐으며, 고질적인 무릎 부상으로 2011년에는 재활군에 머무르다가 후반기에 복귀해 33경기에 출전했다.
2012년부터 최동수와 번갈아가며 본업인 1루수로 출장했고, 2012년 시즌 후 10월 무릎 수술을 받고 재활했다. 넥센 히어로즈전에 특히 강한 모습을 보였다. 2013년 초반에는 복귀하지 못하고 2군에 있는 경우가 많았으며 후반기에 복귀했다. 두산 베어스와의 플레이오프에서 홈런을 쳐 냈다.
2014년에 감독이 양상문으로 바뀌며 세대 교체의 대표적인 케이스로 꼽혔는데 그가 팀이 하위권에서 중위권으로 올라가는데 중요한 역할을 했기 때문이었다. 116경기에 출전해 110안타, 16홈런, 87타점, 3할대 타율로 커리어하이를 기록했다. 2014년부터 팀의 4번 타자를 주로 맡았다. 특유의 중장거리포와 깔끔한 스윙을 갖고 있어서 타격에서의 재능이 뛰어났다.
2015년 시즌 개막전에 목 담 증상으로 출전하지 못하며 부진했다.
2016년에는 작년 성적 부진 때문에 연봉이 1억 5,600만원으로 줄었지만 2016년에도 당시 감독이었던 양상문의 믿음으로 팀의 4번 타자 자리를 맡았다.

### 롯데 자이언츠시절
2018년 KBO 리그 2차 드래프트를 통해 이적하였다. 2021년 7월 22일에 은퇴를 선언했다.

## 야구선수 은퇴 후
2022년부터 롯데 자이언츠의 2군 타격코치로 활동한다.

## 별명
- 이병규와 구별하기 위해 '작다'는 의미가 들어간 '작뱅'이라고 불린다.

## 등번호

### 선수 시절
- '7'  - LG 트윈스(2006년 ~ 2017년), 롯데 자이언츠(2021년)
- '16' - 롯데 자이언츠(2018년~2020년)

### 코치 시절
- '88' - 롯데 자이언츠(2022년)
- '83' - 롯데 자이언츠(2023년~)

## 응원가
- LG 트윈스 시절 - '달빛창가에서'의 후렴구

오오오 이병규 LG의 이병규 안타!
LG의 이병규 이병규 안타를 날려라 안타!
- 롯데 자이언츠 시절 - 멕시코 민요인 '라쿠카라차'의 일부

이병규 안타 이병규 안타
롯데 승리 위하여
이병규 안타 이병규 안타
롯데 승리 위하여

## 출신 학교
- 대구율하초등학교
- 경상중학교
- 경북고등학교

## 통산 기록
| 연도 | 팀명   | 타율  | 경기 | 타수 | 득점 | 안타 | 2루타 | 3루타 | 홈런 | 루타 | 타점 | 도루 | 도실 | 볼넷 | 사구 | 삼진 | 병살 | 실책 |
| ---- | ------ | ----- | ---- | ---- | ---- | ---- | ----- | ----- | ---- | ---- | ---- | ---- | ---- | ---- | ---- | ---- | ---- | ---- |
| 2006 | LG     | 0.125 | 7    | 8    | 0    | 1    | 0     | 0     | 0    | 1    | 0    | 0    | 0    | 0    | 0    | 1    | 1    | 0    |
| 2008 | LG     | 0.231 | 33   | 78   | 7    | 18   | 6     | 1     | 1    | 29   | 9    | 0    | 0    | 5    | 2    | 23   | 3    | 0    |
| 2009 | LG     | 0.176 | 16   | 17   | 0    | 3    | 2     | 0     | 0    | 5    | 4    | 0    | 0    | 4    | 0    | 10   | 0    | 0    |
| 2010 | LG     | 0.300 | 103  | 307  | 57   | 92   | 17    | 1     | 12   | 147  | 53   | 5    | 3    | 44   | 3    | 58   | 4    | 2    |
| 2011 | LG     | 0.250 | 33   | 88   | 13   | 22   | 3     | 0     | 4    | 37   | 14   | 1    | 1    | 20   | 1    | 32   | 2    | 1    |
| 2012 | LG     | 0.318 | 69   | 223  | 23   | 71   | 17    | 0     | 2    | 94   | 21   | 8    | 3    | 43   | 3    | 54   | 2    | 3    |
| 2013 | LG     | 0.291 | 73   | 172  | 24   | 50   | 6     | 1     | 2    | 64   | 26   | 1    | 1    | 26   | 3    | 47   | 0    | 1    |
| 2014 | LG     | 0.306 | 116  | 360  | 66   | 110  | 28    | 3     | 16   | 192  | 87   | 5    | 10   | 74   | 5    | 78   | 7    | 2    |
| 2015 | LG     | 0.243 | 70   | 230  | 42   | 56   | 9     | 1     | 12   | 103  | 35   | 2    | 1    | 43   | 3    | 83   | 4    | 4    |
| 2016 | LG     | 0.272 | 103  | 290  | 43   | 79   | 12    | 2     | 7    | 116  | 37   | 8    | 5    | 47   | 10   | 81   | 4    | 3    |
| 2017 | LG     | 0.205 | 19   | 44   | 5    | 9    | 0     | 1     | 0    | 11   | 5    | 0    | 0    | 4    | 0    | 14   | 0    | 1    |
| 2018 | 롯데   | 0.273 | 103  | 198  | 31   | 54   | 11    | 1     | 10   | 97   | 39   | 0    | 0    | 50   | 7    | 58   | 5    | 1    |
| 2019 | 롯데   | 0.158 | 8    | 19   | 1    | 3    | 2     | 0     | 0    | 5    | 0    | 0    | 0    | 2    | 1    | 7    | 1    | 0    |
| 2020 | 롯데   | 0.274 | 53   | 164  | 28   | 45   | 4     | 0     | 9    | 76   | 32   | 0    | 0    | 28   | 1    | 55   | 5    | 2    |
| 2021 | 롯데   | 0.235 | 29   | 34   | 4    | 8    | 0     | 0     | 0    | 8    | 4    | 0    | 0    | 8    | 1    | 14   | 2    | 0    |
| 통산 | 15시즌 | 0.278 | 835  | 2232 | 344  | 621  | 117   | 11    | 75   | 985  | 366  | 30   | 24   | 398  | 40   | 615  | 40   | 20   |